# حصار (غناباد)
حصار (بالفارسية: حصار) هي قرية تقع في قسم بسكلوت الريفي في إيران.